# Bahnhof Endersbach

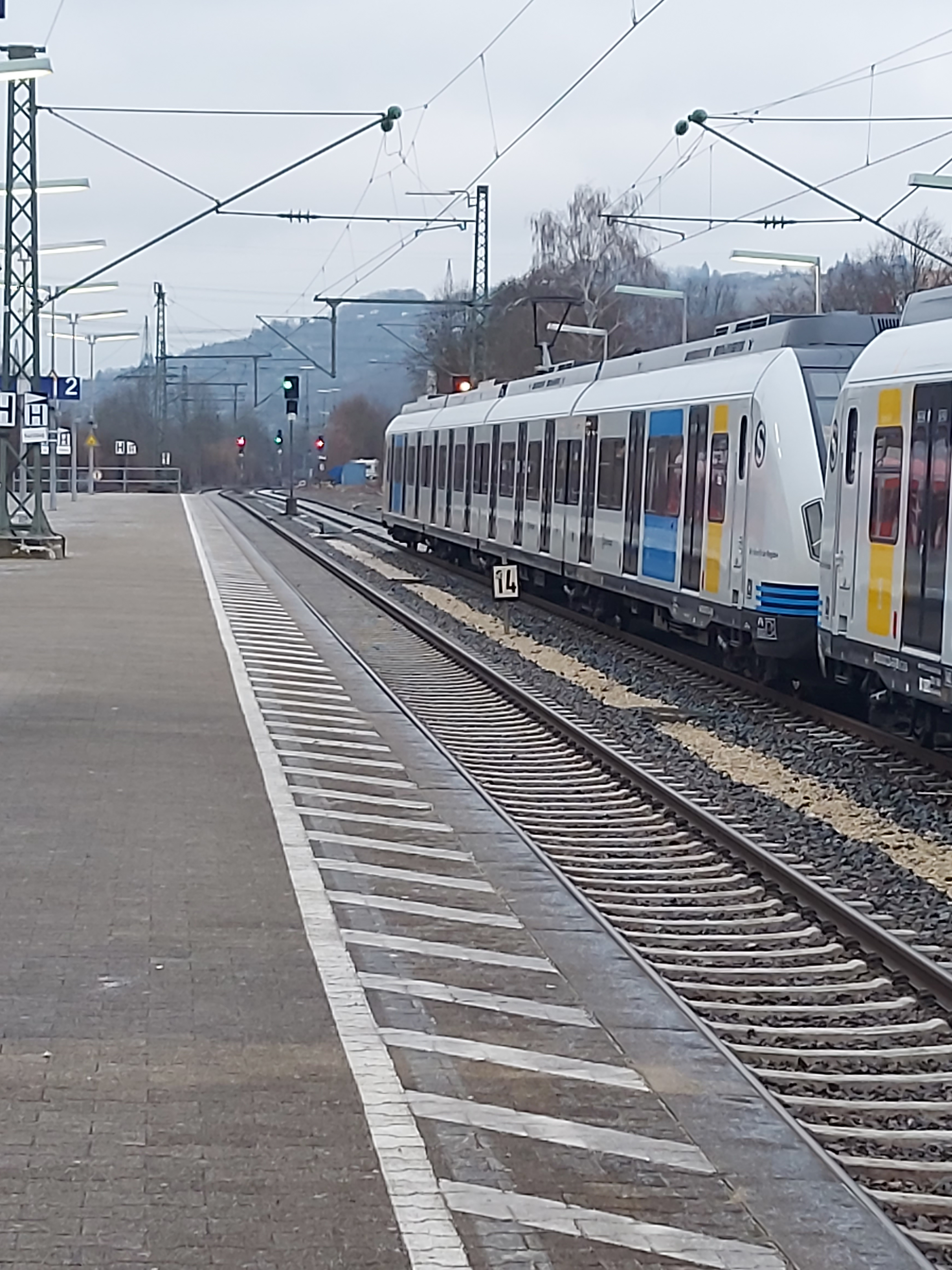
Eine S 2 in Fahrtrichtung Schorndorf wartet eine außerplanmäßige Überholung durch einen Intercity ab

Der Bahnhof Endersbach in Weinstadt liegt am Streckenkilometer 14,4 der Remsbahn und ist eine Station im Netz der S-Bahn Stuttgart.

## Geschichte
Für die Errichtung der Remstalbahn von Cannstatt nach Wasseralfingen musste die Königlich Württembergische Staatsbahn nördlich von Endersbach einige Erdarbeiten vornehmen. Über den Haldenbach und die Straße nach Großheppach erbaute sie das Haldenbach-Viadukt mit vier Bögen. Kurz dahinter entstand der Bahnhof Endersbach. Am 25. Juli 1861 rollten planmäßig die ersten Züge über die neue Strecke.
Das Empfangsgebäude ist noch erhalten. Es handelt sich um einen zweistöckigen Sandsteinbau mit einem hohen Kniestock und einem flachen Walmdach. Im Erdgeschoss befanden sich ein Wartesaal, ein Gepäckraum, Diensträume und eine Postexpedition, die bis 1896 neben Endersbach auch für Beutelsbach, Schnait und Aichelberg zuständig war. Die oberen Stockwerke bewohnte das Personal.
Mehrfach versuchte die drei Kilometer entfernt liegende Gemeinde Strümpfelbach bei der Staatsbahndirektion die Umbenennung der Station in Endersbach-Strümpfelbach zu erreichen. Doch diese lehnte ab.
Zur erhofften raschen Ansiedlung von Fabriken kam es nicht. Hauptsächlich Obst – besonders Kirschen – verluden die Bauern aus Endersbach, Schnait, Strümpfelbach und Stetten in Richtung Stuttgart, teilweise bis ins rund 200 Kilometer entfernte München.
1898 bezog die Post ein neues Dienstgebäude westlich des Empfangsgebäudes. Dennoch reichten die freigewordenen Räume nicht aus. Zu Beginn des 20. Jahrhunderts erhielt das Empfangsgebäude einen einstöckigen Anbau auf der östlichen Seite, um einen größeren Wartesaal unterzubringen.
Am 26. Oktober 1899 nahm die Staatsbahn ein zweites Streckengleis zwischen Waiblingen und Schorndorf in Betrieb.

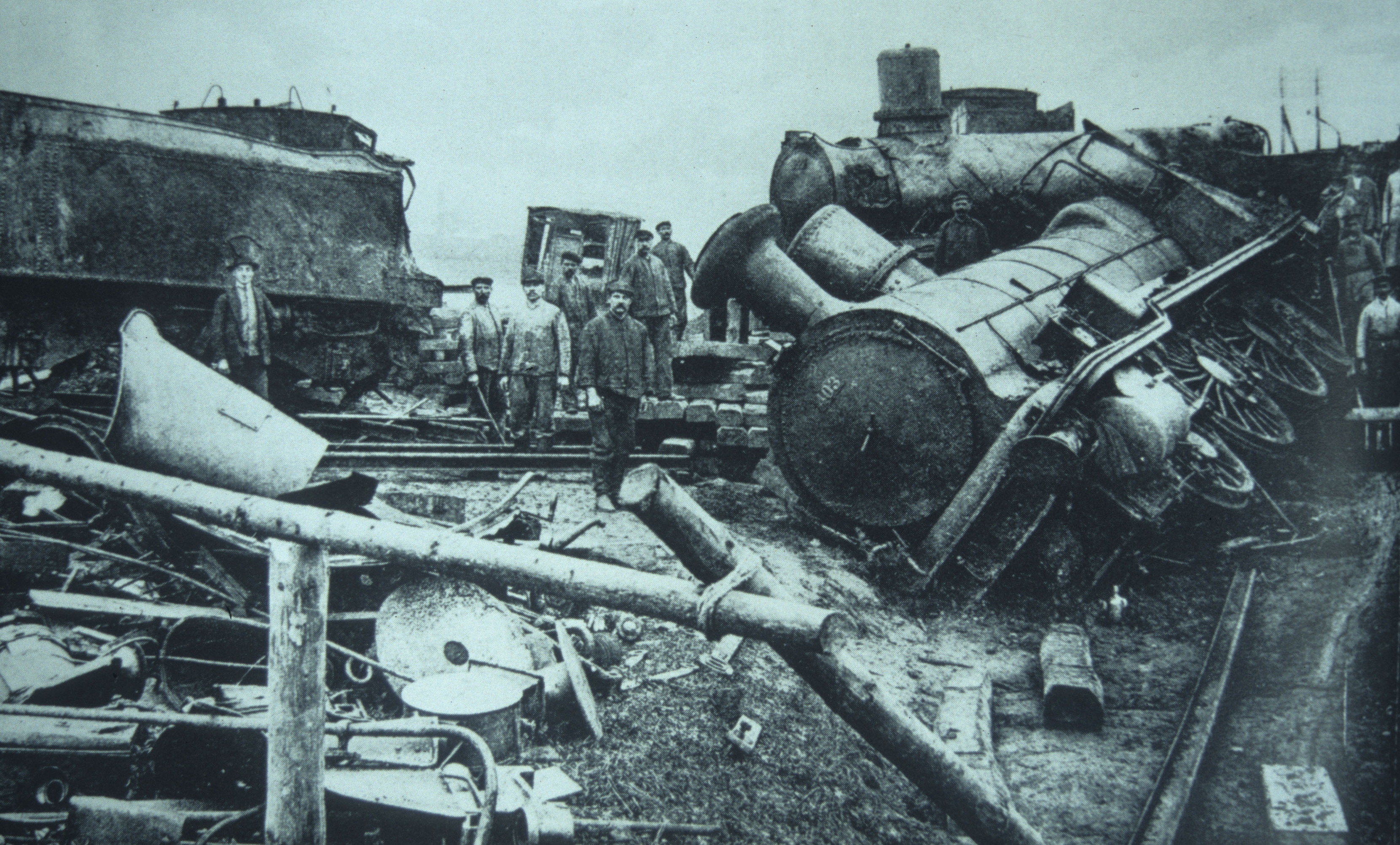
Aufräumarbeiten nach dem Unglück von 1914

Am 11. November 1914 kam es im Endersbacher Bahnhof zu einem Eisenbahnunglück. Aufgrund einer fehlerhaften Weichenstellung fuhr ein Güterzug auf falscher Seite ein und entgleiste. Die Lokomotive und einige Waggons stürzten dabei um. Der Lokomotivführer und der Heizer starben. Weitere Bahnbedienstete erlitten zum Teil schwere Verletzungen.
Am Ende des Zweiten Weltkriegs sprengten abrückende Wehrmachtsverbände den Haldenbachviadukt. Um den Zugverkehr nach Stuttgart schnell wieder zu ermöglichen, stellten amerikanische Pioniere eine Behelfsbrücke im August 1945 fertig.
Seit 27. Mai 1962 ist die Remsbahn zwischen Waiblingen und Schorndorf elektrifiziert und in den Stuttgarter Vorortverkehr integriert. Am 27. September 1981 fand die Inbetriebnahme der Stuttgarter S-Bahnlinie S 2 statt, die Endersbach mittlerweile ausschließlich bedient.

## Betrieb
Gleis 1, der Hausbahnsteig/Nebengleis, dient dazu, Zugüberholungen bei Fahrplanabweichungen zu ermöglichen und im Falle von Betriebsstörungen und Verspätungen vorzeitig zu wenden. Dieses Gleis ist aus jeder Richtung kommend stelltechnisch anfahrbar. Die Einfahrt in Fahrtrichtung Schorndorf beträgt 50 km/h, in Fahrtrichtung Waiblingen 60 km/h. Werktags ist ca. jede 6. S-Bahn von Überholungen betroffen (durchschnittlich alle 1,5 Stunden), zumeist aufgrund von Verspätungen des Regional- und Fernverkehrs. Hierbei hält die S-Bahn am Hausbahnsteig, der nicht barrierefrei ausgebaut ist. Die Gesamtverzögerung aufgrund eines Überholvorgangs beträgt rund 5 Minuten.
Auf Gleis 2 halten die S-Bahnen planmäßig nach Schorndorf, auf Gleis 3 die S-Bahnen planmäßig in Richtung Waiblingen/Filderstadt.
Gleis 2 und 3 liegen an einem Mittelbahnsteig.
Der Bahnhof Endersbach gehört bei der Deutschen Bahn AG der Preisklasse 4 an.

### S-Bahn
| Linie | Strecke | Taktfrequenz                                                                             |
| ----- | --- | ---------------------------------------------------------------------------------------- |
| S 2   | Schorndorf – Endersbach – Waiblingen – Fellbach – Nürnberger Straße – Bad Cannstatt – Hauptbahnhof – Stadtmitte – Schwabstraße – Vaihingen – Rohr – Flughafen/Messe – Filderstadt (Verstärkerzüge ebenfalls bis Filderstadt) | 30-Minuten-Takt, 15-Minuten-Takt in der HVZ (Mo.–Fr. 5:30–20:45 Uhr, Sa. 8:30–20:45 Uhr) |